# Fra Mørke til Lys (film fra 1914)
 For alternative betydninger, se Fra Mørke til Lys. (Se også artikler, som begynder med Fra Mørke til Lys)
Fra Mørke til Lys er en dansk stumfilm fra 1914, der er instrueret af Hjalmar Davidsen efter manuskript af Irma Strakosch.

## Handling
Denne artikel mangler et handlingsreferat. Hjælp os med at skrive det.

## Medvirkende
- Valdemar Psilander som Grev Joachim , stamhusbesidder
- Johannes Meyer som Grev Friedrich, Joachims fætter
- Ellen Aggerholm som Ruth, præstedatter
- Franz Skondrup som Ruths far
- Johanne Krum-Hunderup som Ruths mor
- Aage Schmidt som Anton, jæger hos Joachim
- Emilie Otterdahl som Anna, stuepige og Antons kæreste
- Christian Lange som Medvirkende